# Балон (озеро)
Балон (фр. Lac du Ballon) — водосховище у Верхньому Рейні, Франція, розташоване в бічній долині Фріваль, на схилі гори Гранд Балон. На висоті 988 м його площа поверхні становить 0,08 км².

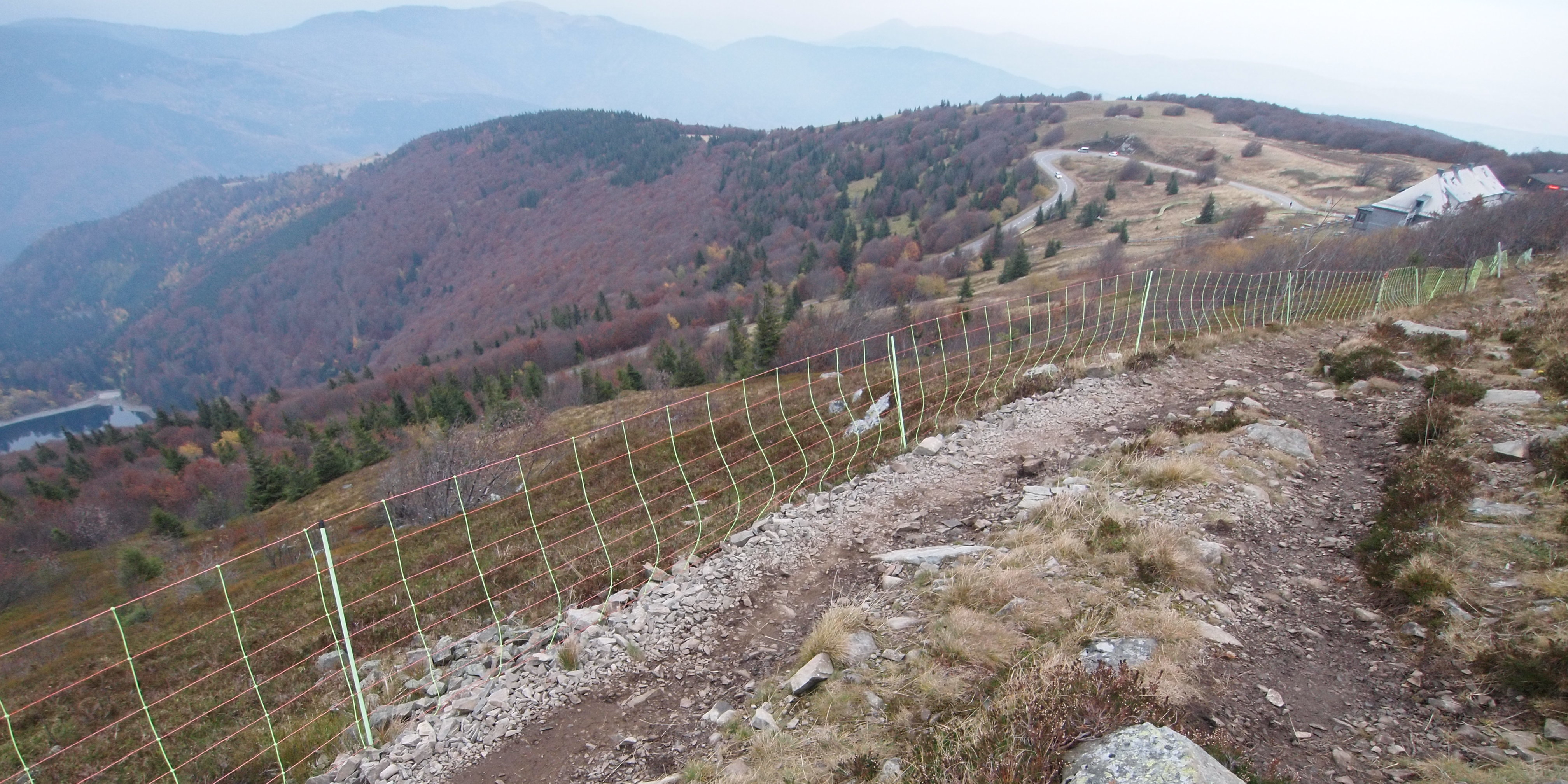
Озеро, яке видно з Гранд-Балона через перевал Баллон

Невелике льодовикове озеро було розширено дамбою на морені ще в XVI столітті. У 1699 році Вобан відреставрував його для забезпечення каналів для будівництва Неф-Бризак. Залишки цієї дамби були зруйновані повенями в 1740 і 1778 роках.
У 1869 році виробники прорили галерею до дна озера, щоб збільшити корисну висоту води. До 1955 року скельний ґрунт став дірявим.
У 1966–1968 рр. озеро підтягнули, дамбу знову підвищили, з водозливом у лівому кінці. Здійснено засипку старої галереї, споруджено новий нижній випуск із засувною вежею. У 2000 році дамбу і берег озера обмурували, верх дамби забетонували.
Озеро забезпечує постачання прісної води та захист від повеней для долини Лаух і міста Гебвіллер.